# Castillo de Leeds

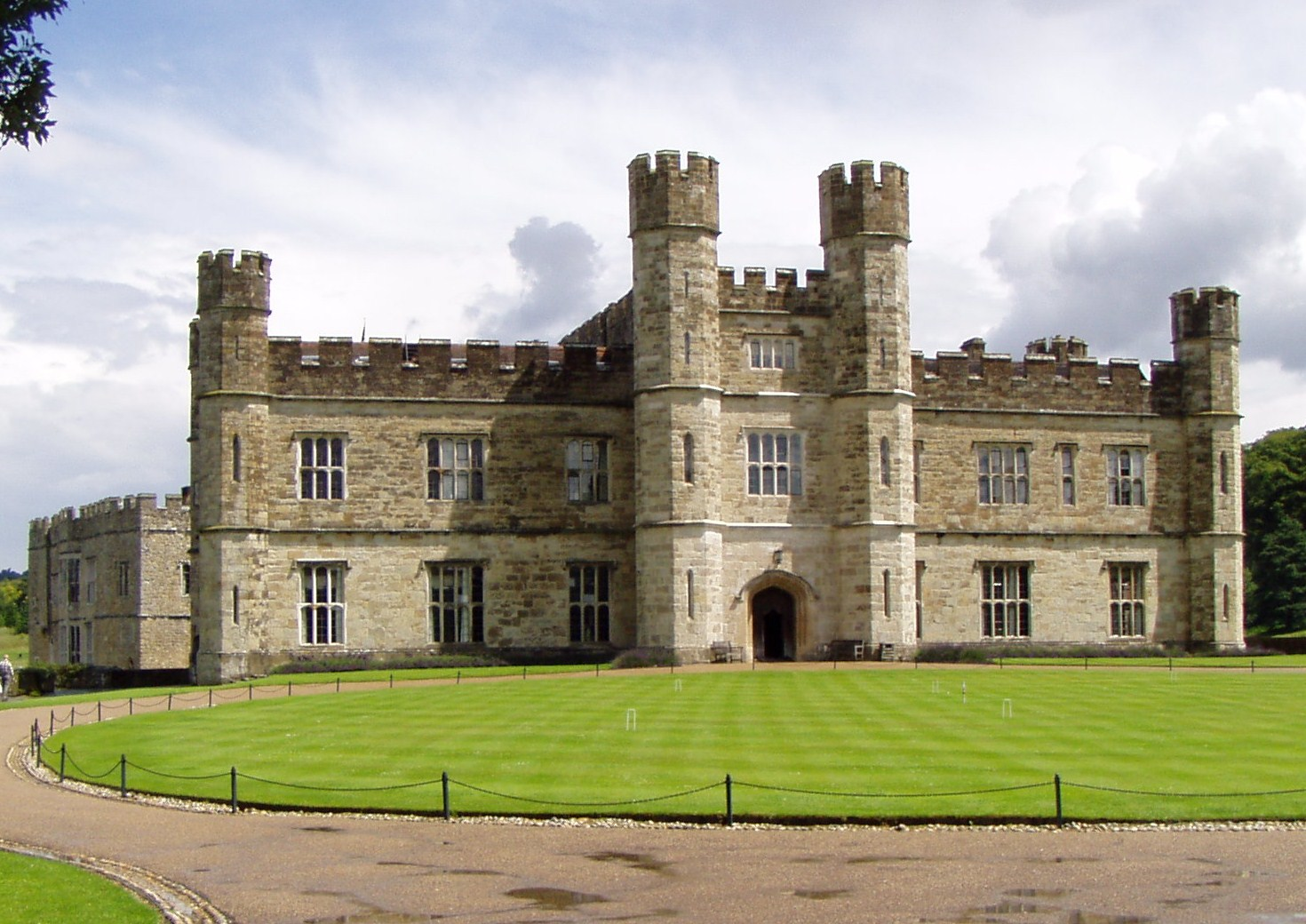
Fachada del Castillo de Leeds.

El Castillo de Leeds se encuentra a 6,4 km al sureste de Maidstone, condado de Kent, en Inglaterra, se remonta a 1119, aunque una casa señorial estuvo en el mismo sitio en el siglo IX. El castillo y los terrenos se encuentran al este de la localidad de Leeds, en el condado de Kent, que no debe confundirse con la ciudad de Leeds, en West Yorkshire.

## Historia
Construido en 1119 por Robert de Crevecoeur para reemplazar la casa señorial sajona de Esledes, el castillo se convirtió en palacio real para el rey Eduardo I de Inglaterra y su reina Leonor de Castilla en 1278. Las más importantes mejoras se produjeron durante ese tiempo, incluyendo la barbacana, formada por tres partes, cada una con su propia entrada, puente levadizo, puerta y verja. La torre del homenaje se llama Gloriette, en honor a la reina Leonor.
En 1321, el rey Eduardo II sitió el castillo después de que la baronesa Badlesmere no permitiera pasar a la reina, y usó balistas para obligar a sus defensores a rendirse. La primera esposa de Ricardo II, Ana de Bohemia, pasó ahí el invierno de 1381 para ser casada con el rey, y en 1395, fue el escenario donde Ricardo II recibió al cronista francés Jean Froissart, como el propio Froissart describe en sus Chronicles.
Enrique VIII transformó el castillo para su primera mujer, Catalina de Aragón, y en él se encuentra todavía un cuadro conmemorando su encuentro con Francisco I de Francia. Su hija, la reina Isabel I fue encarcelada aquí durante un tiempo antes de ser coronada.
El castillo escapó de la destrucción durante la Guerra Civil Inglesa gracias a sus dueños, la familia Culpeper, aliada con los Parlamentarios. El último dueño privado del castillo fue la honorable Olive, Lady Baillie, una hija de Almeric Paget, primer barón de Queenborough, y su primera mujer Pauline Payne Whitney una heredera estadounidense. Lady Baille lo compró en 1926. Redecoró el interior, primero trabajando con el arquitecto y diseñador francés Armand-Albert Rateau (quien también supervisó tanto los retoques exteriores como los interiores, como una escalera tallada de roble estilo del siglo XVI) y posteriormente, con el decorador parisino Stéphane Boudin. Baillie creó la "Fundación Castillo de Leeds". El castillo abrió al público en 1976.
El 17 de julio de 1978, el castillo fue la sede de una reunión entre el presidente egipcio Anwar Sadat y el ministro de exteriores israelí Moshé Dayán, dicha reunión fue preparatoria para los Acuerdos de Camp David.

En septiembre de 1999, Sir Elton John ofreció dos conciertos en los terrenos del castillo de Leeds.

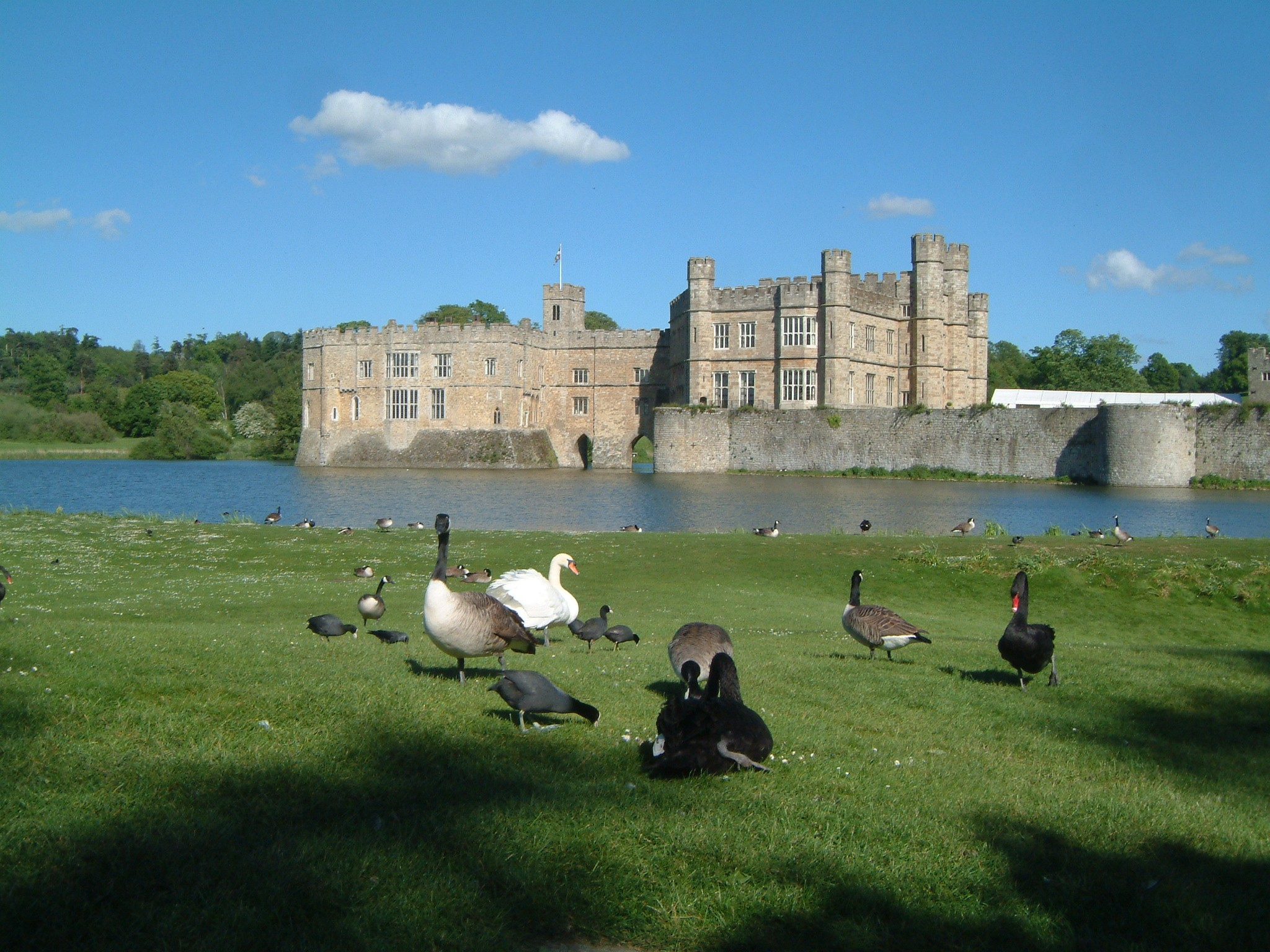
El Castillo de Leeds.

## Turismo
Este Castillo y sus terrenos constituyen un importante destino turístico en el condado de Kent. En los terrenos del Castillo hay una jaula de pájaros, un laberinto, una gruta, un campo de golf y el que puede ser el único museo del mundo dedicado a collares de perro. Asimismo, acoge una vez al año una exhibición de globos aerostáticos. En el Castillo está disponible para realizar conferencias.

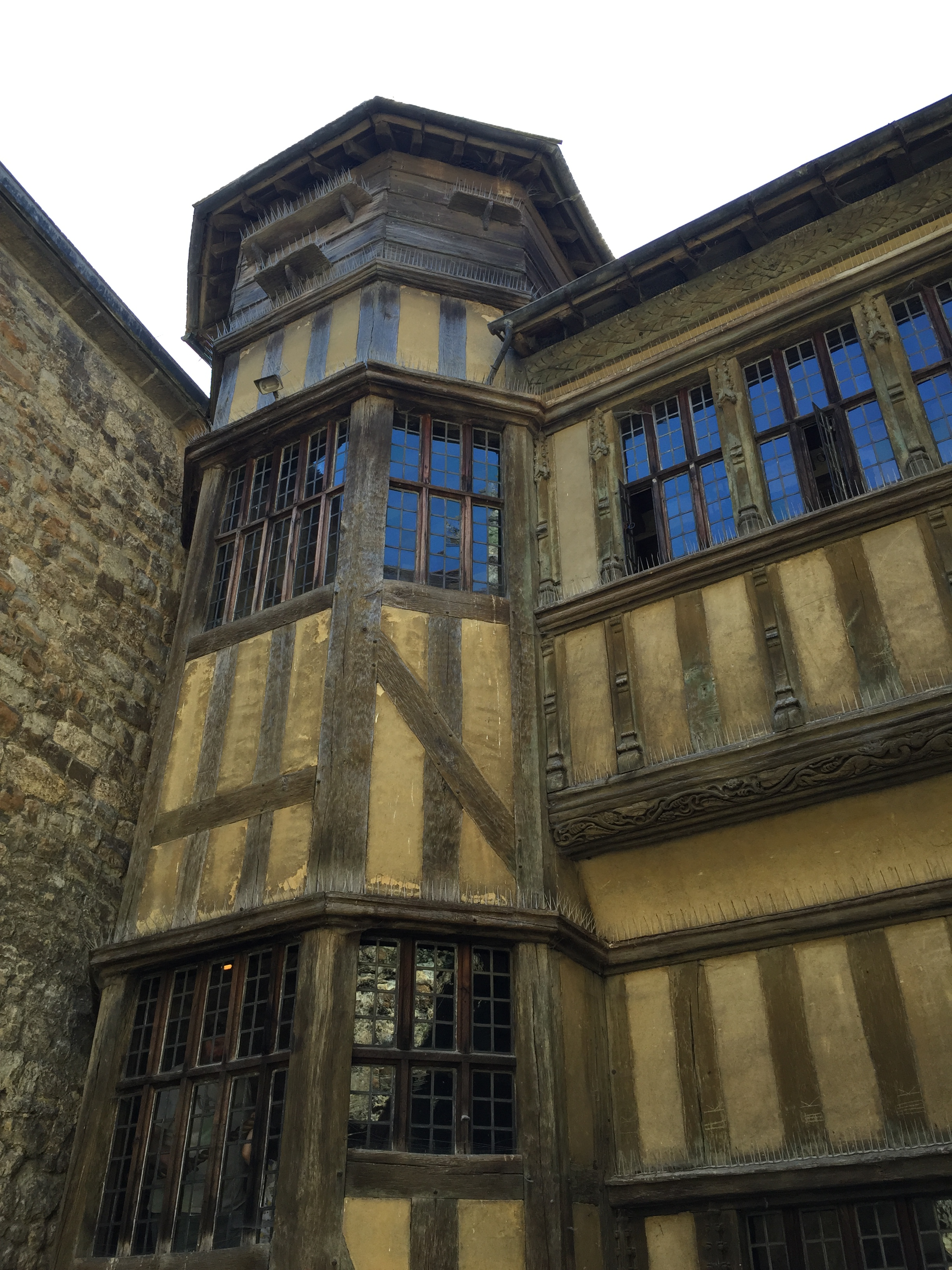
Patio interior Castillo de Leeds

## El laberinto
El laberinto fue construido en 1988, con 2400 árboles de tejo. La decepción para aquellos que creían que todos los laberintos se resolvían manteniendo la mano derecha (o la izquierda) pegada al seto, mientras que atraviesan el laberinto, es que el Castillo de Leeds prueba que esa creencia es falsa, ya que no todas las paredes del laberinto están conectadas. De este modo, siguiendo el método explicado, el visitante es conducido a un círculo pero no llega a alcanzar la salida, que se encuentra debajo de un pequeño mirador en el centro del laberinto. Usted puede encontrar la salida aquí. Puede haber más de una posibilidad.

## Interior del castillo

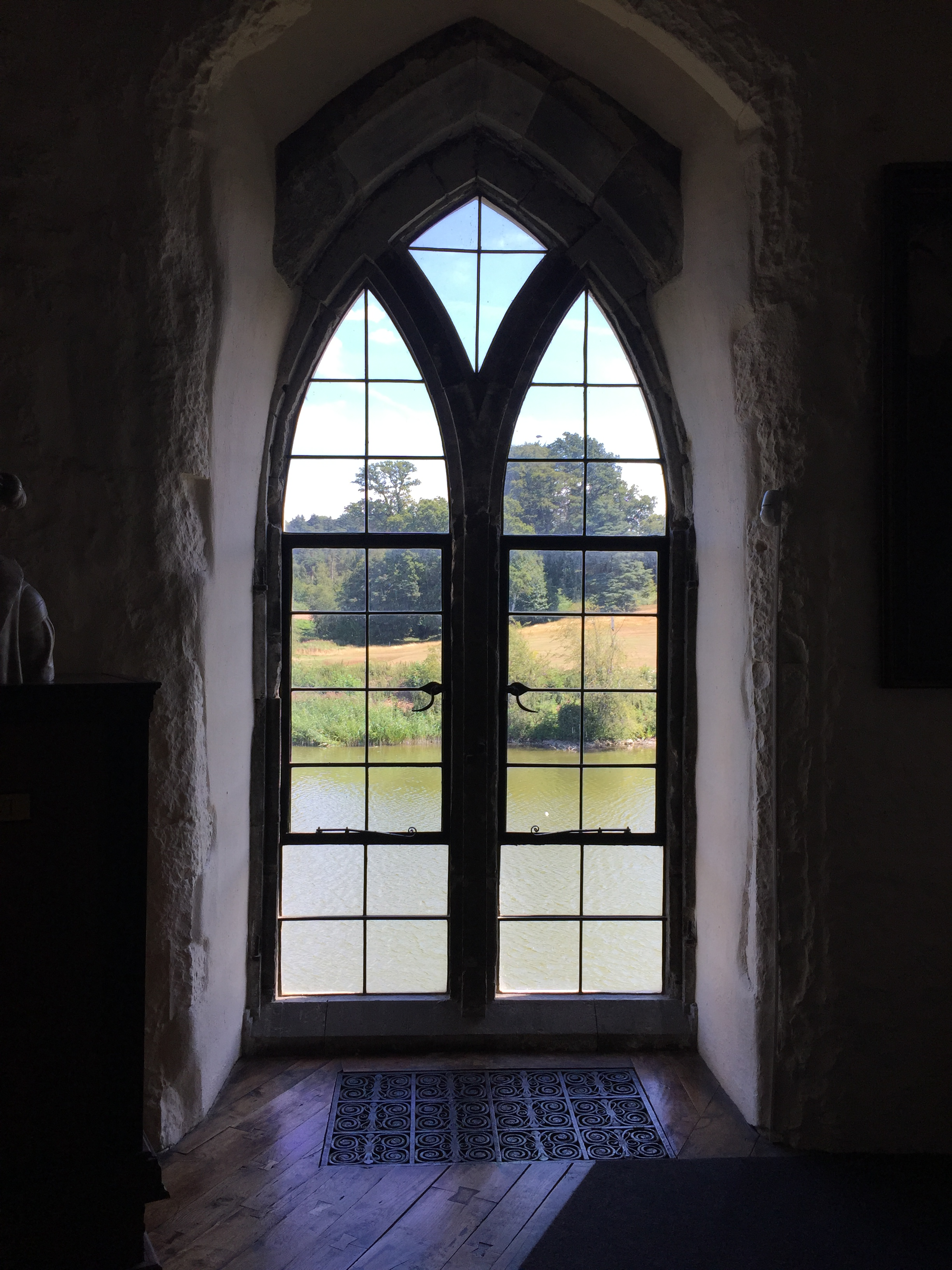
Ventana Castillo de Leeds